# Paralepa
Koordinaten: 58° 56′ N, 23° 32′ O
Paralepa (deutsch Paralep) ist ein Dorf (estnisch alevik) in der Stadtgemeinde Haapsalu (bis 2017: Landgemeinde Ridala) im Kreis Lääne in Estland.

## Einwohnerschaft und Lage

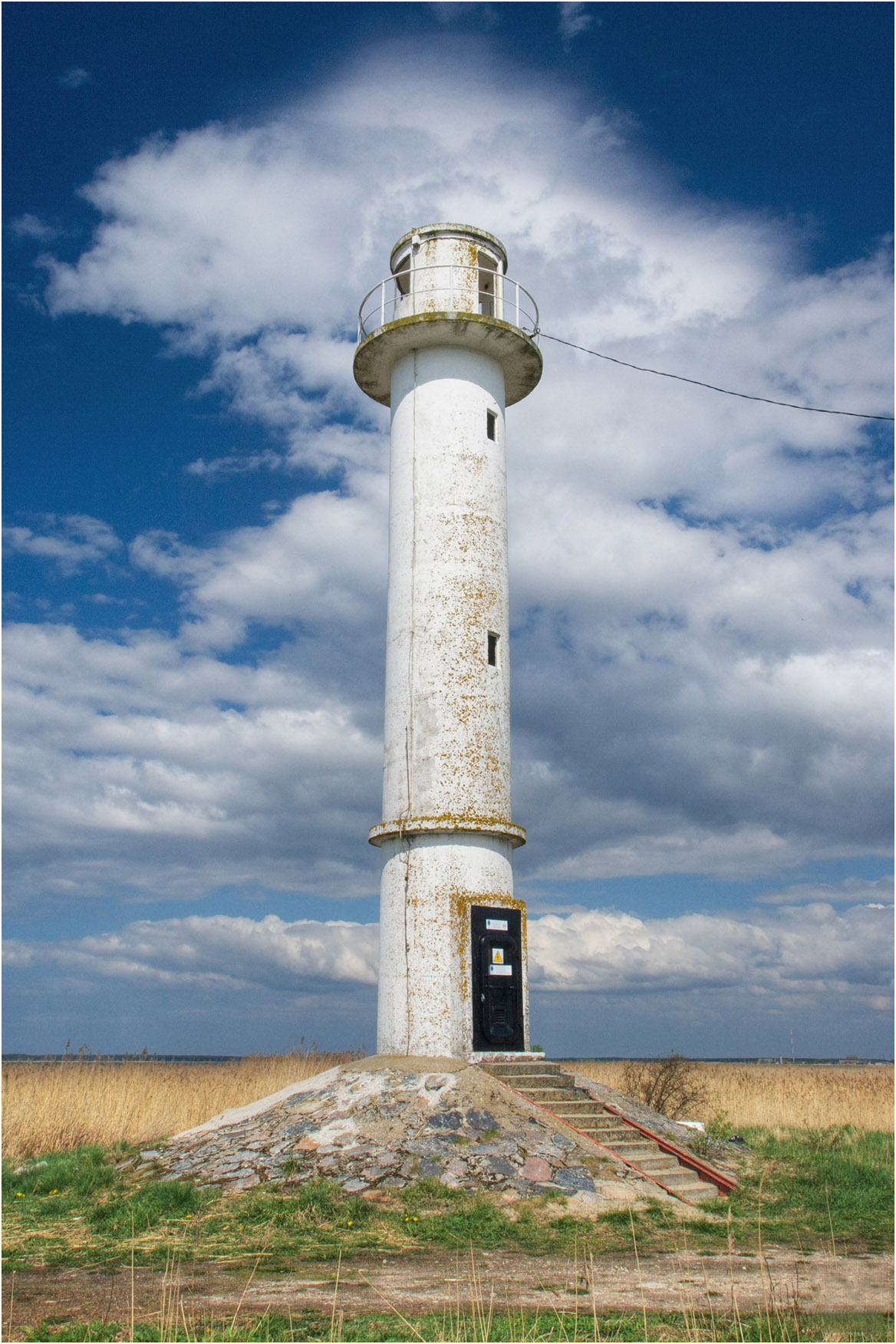
Der untere Leuchtturm von Paralepa steht heute auf dem Gebiet des Dorfes Nõmme

Der Ort hat 306 Einwohner (Stand 31. Dezember 2011). Er liegt unmittelbar südwestlich der Kernstadt Haapsalu.
Der sich bis nach Haapsalu ziehende Ostsee-Strand von Paralepa ist ein beliebter Ferienort. Das Meer ist im Durchschnitt zwei bis drei Grad wärmer als an den übrigen Stränden.
Die Siedlung entstand 1977, als zwei Dörfer mit der sowjetischen Militärsiedlung Panfilowo zu einer Verwaltungseinheit zusammengeschlossen wurden. Bis 1993 lag an dem Ort ein fast acht Quadratkilometer Flugplatz der sowjetischen Luftwaffe.

## Findling
Im Wald von Paralepa liegt ein Findling, der unter Naturschutz steht. Sein Umfang beträgt 16,7 m. Er trägt den Namen Suur Kivi („Großer Stein“) bzw. Peetrikivi („Petersstein“). Der Legende nach soll dort Zar Peter I. bei einem Besuch im Jahr 1715 mit seiner Kutsche umgestürzt sein. Anstatt einer Strafe erhielt der Kutscher jedoch ein Trinkgeld.